# Лю Іфей
Лю Іфей (кит.: 刘亦菲, піньїнь Liú Yìfēi), також відома як Кристал Лю (Crystal Liu), паспортне ім'я Лю Сімейцзи (кит.: 刘茜美子, піньїнь Liú Xīměizǐ), народилася в Ань Фен (кит. упр. 安风), лауреат премії «Золотий лотос» Міжнародного кінофестивалю в Макао за найкращу жіночу роль.

## Ранні роки та освіта
Народилася в лікарні Тунцзі, в місті Ухань провінції Хубей 1987 року. Є єдиною дитиною в сім'ї. Її батько Ань Шаокан був першим секретарем у китайському посольстві у Франції, а також викладав у французькому університеті. Мати — Лю Сяолі, танцівниця і співачка. Коли Ань Фен було 10 років, її батьки розлучилися, дочка залишилася з матір'ю і того ж року змінила ім'я на Лю Сімейцзи, взявши прізвище матері. Коли дівчинці виповнилося 11 років, вони з матір'ю переїхали до Нью-Йорка. Там вона навчалася в середній школі імені Луї Пастера.
У 2002 році Лю Сімейцзи повернулася до Китаю, де і почала свою акторську кар'єру, взявши псевдонім Лю Іфей. Того ж року у віці 15 років її прийняли до Пекінської кіноакадемії, яку вона закінчила в 2006 році.